# Thierry Ruinart
Thierry Ruinart (Reims, 10 giugno 1657 – Hautvillers, 27 settembre 1709) è stato uno storico francese.

## Biografia
Benedettino di Saint-Maur dal 1674, fu dal 1682 coauditore di Jean Mabillon. Fu autore degli Acta primorum martyrum sincera et selecta (1689), che segna il principio dell'agiografia scientifica moderna.
Nato nel seno dell'antica famiglia Ruinart a Reims viene battezzato nella chiesa di st-Thimotée e studia al collegio della facoltà di Reims prima di entrare come novizio a st-Remi il 2 agosto 1674. Prende quindi i voti il 19 ottobre 1675 all'abbazia di Saint-Faron de Meaux prima di integrare l'abbazia di Saint-Germain-des-Prés. Qui diventa discepolo di Jean Mabillon e collabora con Pierre Pérignon, con cui apprende i segreti della fabbricazione dello Champagne.
Scrive Acta primorum martyrum sincera et selecta nel 1689, un martirologio latino che verrà tradotto in francese dall'abate Jean-Baptiste Drouet de Maupertuy nel 1732. Nel 1724, a Parigi, Vincent Thuillier, monaco benedettino, pubblica Ouvrages posthumes de dom Mabillon et de dom Thierri Ruinart ("Opere postume di dom Mabillon e di dom Thierri Ruinart").
Suo nipote Nicola fonda la prima azienda di produzione dello Champagne a Épernay nel 1729.

## Opere
- (LA) Thierry Ruinart, Acta primorum martyrum sincera et selecta ex libris cum editis, tum manu scriptis collecta, eruta vel emendata, notisque & obseruationibus illustrata. Opera et studio domni Theoderici Ruinart ... His præmittitur præfatio generalis, in qua refellitur dissertatio 11. Cyprianica Henrici Dodwelli de paucitate martyrum, Parisiis, excudebat Franciscus Muguet, 1689. URL consultato il 2 luglio 2019.
- (LA) Thierry Ruinart, Historia persecutionis Vandalicae in duas partes distincta. Prior complectitur libros quinque Victoris, Vitensis episcopi, et alia antiqua monumenta, ad codd. mss. collata et emendata, cum notis et observationibus. Posterior Commentarium historicum de Persecutionis Vandalicae ortu, progressu et fine: opera et studio Theoderici Ruinart..., Parisiis, excudebat T. Muguet, 1694. URL consultato il 2 luglio 2019.
- (FR) Thierry Ruinart, Abrégé de la Vie de dom Jean Mabillon, prêtre et religieux bénédictin de la congregation de Saint Maur, Paris, Chez la veuve François Muguet ... et Charles Robustel, 1709. URL consultato il 2 luglio 2019.
- De re diplomatica... Editio secunda... [cum praefatione et appendice nova], Lutetiae Parisiorum, 1709.
- Acta primorum martyrum sincera et selecta ex libris cum editis tum manuscriptis collecta, eruta vel emendata notisque et observationibus illustrata, opera et studio Domni Theodorici Ruinart,... His praemittitur praefatio generalis, in qua refellitur dissertatio undecima cyprianica Henrici Dodwelli de paucitate martyrum. Editio secunda ab ipso auctore recognita, emendata et aucta, Amstelaedami : ex officina Wetsteniana, 1713.